# Eugenio Casagrande
Eugenio Casagrande, conte di Villaviera (Roma, 3 settembre 1892 – Venezia, 1º dicembre 1957), è stato un pioniere dell'aviazione italiano.

## Biografia
Allievo dell'Accademia Navale di Livorno fu nominato guardiamarina nel 1914. 
Il 1º giugno 1917 è osservatore nella 255ª Squadriglia.
Il 19 novembre 1917 il Sottotenente di Vascello pilota Casagrande è il primo comandante della 264ª Squadriglia idrovolanti di Ancona.
Ma fu come tenente di vascello che, passato all'aviazione e compiendo con il suo idrovolante della 253ª Squadriglia, di cui era comandante dalla fine del gennaio 1918, 16 missioni di recupero informatori oltre le linee nemiche nell'estate, gli valsero la medaglia d'oro ed il titolo di Conte di Villaviera (l'angolo della laguna teatro di molti suoi ammaraggi).
Con Gabriele D'Annunzio partecipò all'impresa di Fiume, nel 1923 transitò nella Regia Aeronautica, dove raggiunse il grado di Generate di Brigata Aerea e nel 1925 prese parte ad un abortito tentativo di trasvolata oceanica del sud Atlantico.
Fu Deputato al Parlamento nella XXVII legislatura del Regno d'Italia per la Circoscrizione del Lazio e dell'Umbria.